# Paquita Sauquillo
Francisca Paquita Sauquillo Pérez del Arco (Madrid, 31 de juliol de 1943) és una advocada i política espanyola.

## Biografia
Va estar vinculada a moviments cristians de base durant el tardofranquisme. Des de 1965 treballà en el grup del pare Llanos a El Pozo del Tío Raimundo, implicant-s'hi activament, ja com advocada laboralista als moviments de creació de les primeres associacions de veïns de Madrid, a Entrevías.
A finals dels anys seixanta s'afilià al sindicat clandestí Acció Sindical de Treballadors (AST), un dels grups que originaria en 1969 l'Organització Revolucionària dels Treballadors (ORT), que posteriorment assumiria l'ideari maoista, en la que milità durant catorze anys. En 1979 fou cap de llista de la candidatura conjunta de l'ORT i el Partit del Treball d'Espanya (PTE) (denominada Candidatura de los Trabajadores) a l'alcaldia de Madrid, sense aconseguir obtenir l'acta de regidora. Posteriorment es vinculà al PSOE i s'integrà com a independent a la candidatura socialista a les primeres eleccions a l'Assemblea de Madrid en 1983, resultant elegida. El 1987 va ingressar al PSOE. Com a parlamentària autonòmica va ser designada senadora per la Comunitat de Madrid en tres legislatures, fins a 1994. Va romandre en l'Assemblea de Madrid fins al mateix any. En aquesta data, va renunciar als seus escons en els legislatius madrileny i espanyol en ser escollida eurodiputada a les eleccions de 1994. Va romandre en el Parlament Europeu fins a 2004. Va formar part de la Comissió Executiva Federal del PSOE entre 1994 i 2000. Des de 1984 és la presidenta del Moviment per la Pau, el Desarmament i la Llibertat
Sauquillo és una dona marcada per la tragèdia, ja que ha perdut al seu germà, el seu fill i el seu marit. El seu germà, el també advocat Francisco Javier Sahuquillo, va ser assassinat el 24 de gener de 1977 en la coneguda Matança d'Atocha. Javier Sahuquillo era membre del PCE. Uns anys després, el 7 d'abril de 1998, el seu fill Javier Echevarría-Torres Sauquillo va morir per una hipoglucèmia a l'Hospital de la Princesa, derivada de l'anorèxia que patia. Els pares del mort, ambdós advocats, van denunciar al Metro de Madrid per negar el socors a Javier Echevarría-Torres, i es va produir un judici. L'última tragèdia en la vida de Paquita Sauquillo fou la defunció del seu marit, l'advocat donostiarra Jacobo Echeverría-Torres, esdevinguda el 15 d'octubre de 2005.
En 2016 fou encarregada per l'alcaldessa de Madrid, Manuela Carmena, del control de la Comissió de la Memòria Històrica encarregada de retirar els noms franquistes dels carrers de Madrid.